# David Kimhi
David Kimhi (hébreu: דוד קמחי ; provençal/shuadit : Maistre Petit), dit le RaDaQ (Rabbi David Qimhi) est un rabbin, grammairien, lexicographe, exégète biblique, philosophe et polémiste des XIIe et XIIIe siècles (circa 1160 – circa 1235). 
Il est considéré comme le membre le plus éminent de la famille Kimhi, et les générations ultérieures lui ont appliqué la maxime des Pirke Avot « sans farine (qemah, dont est dérivé le patronyme des Kimhi), pas de Torah. » Son influence s'étendra également aux cercles chrétiens, et à ceux de la Réforme protestante en particulier.

## Éléments biographiques
Fils cadet de Joseph Kimhi, il naît à Narbonne, en Languedoc, et y passera le plus clair de sa vie. Son père étant mort alors qu'il était encore enfant, il est éduqué par son frère aîné, Moïse Kimhi, puis subvient à ses besoins en enseignant le Talmud aux jeunes. Profondément influencé par Abraham ibn Ezra, il démontre dans ses écrits une connaissance de l'ensemble de la littérature hébraïque et des sciences de son temps. 
Lors de la controverse de 1232 autour des écrits de Moïse Maïmonide, il prend activement la défense de celui-ci, effectuant un voyage en Espagne à titre de délégué des communautés de Narbonne et Lunel dans le but de rallier les communautés judéo-espagnoles du côté des pro-maïmonidiens. Cependant, tombé malade à Avila, il ne peut mener son voyage à son terme, et rentre à Narbonne, où il entre en correspondance avec Juda al-Fakhkhar, le principal représentant des opposants à Maïmonide, sans parvenir à le convaincre.

## Œuvres

### Philologie hébraïque

#### LeMikhlol
L'œuvre majeure de David Kimhi est son Mikhlol, un manuel de philologie hébraïque en deux parties, la première étant un traité de grammaire et la seconde, un dictionnaire d'hébreu biblique. Celui-ci, intitulé Heleq HaInyan dans les manuscrits sera ultérieurement considéré comme un ouvrage indépendant, connu sous le nom de Sefer HaShorashim, et le terme de Mikhlol ne désignera plus que le traité grammatical, dont l'appellation originelle était Heleq HaDiqdouq.
Si le livre s'inspire abondamment des travaux de ses prédécesseurs, Juda Hayyuj et Yona ibn Jannah ainsi que son propre père, David Kimhi ne peut être considéré comme un simple compilateur. En effet, le matériel est présenté d'une façon beaucoup plus systématique et adaptée à des besoins didactiques. 
La partie grammaticale commence avec la présentation des parties du discours, à savoir une longue section sur le verbe (occupant près de 2/3 du livre), les noms et les particules.
Dans sa discussion sur les verbes, après avoir défini le qal, qui est la forme verbale de base, l'auteur détaille les 32 formes de conjugaison de celui-ci, la formation des binyanim et leur signification, l'inflexion du verbe avec les suffixes pronominaux, et d'autres sujets apparentés. Il traite aussi des lettres serviles, de leur omission et d'autres types d'élision, des formes irrégulières et exceptionnelles de conjugaison, en dressant une liste des verbes faibles à la manière de Juda Hayyuj, mais traitant aussi des verbes quadrilitères et quinquilitères, non abordés par son prédécesseur.
La section sur le nom couvre les types et modèles de noms (réguliers et faibles, comme les verbes) ; la section sur les particules est arrangée par ordre alphabétique.
Son dictionnaire, bien que basé sur celui d'Ibn Jannah (dans la traduction de Juda ibn Tibbon), s'en distingue également par l'indépendance de l'auteur dans le traitement du sujet. Il cite en outre des auteurs comme son père, et Jacob ben Eléazar de Tolède; se référant également à la Massora et à la grammaire hébraïque. Il augmente le matériel lexicologique par l'apport de nombreuses étymologies et de nouvelles comparaisons avec l'hébreu médiéval et l'araméen. Il traduit également de nombreux mots dans son dialecte judéo-provençal, effectuant parfois des comparaisons entre celui-ci et l'hébreu.
David Kimhi tente de comprendre le langage pour lui-même, cherchant des analogies entre l'hébreu biblique et les formes plus tardives, plus rarement avec l'araméen et l'arabe. Bien qu'il ait conscience de son statut d'épigone, et qu'il cite ses prédécesseurs fréquemment et avec circonspection, David Kimhi arrange son matériau avec une telle exhaustivité, clarté et simplicité qu'il rend les travaux antérieurs obsolètes en même temps qu'il popularise les opinions de leurs auteurs. Ceux-ci ne seront cependant redécouverts qu'au XIXe siècle.
Les deux parties du Mikhlol ont été abondamment imprimées : 
- le Heleq HaDiqdouq a été édité à Constantinople en 1525, 1532–34, 1533, à Venise, en 1545, avec un commentaire d'Élie Lévita, à Fuerth, en 1793 et à Lyck, en 1864.
- le Sefer haShorashim a été imprimé à Rome avant 1480 et à Naples en 1490 ; les deux dernières éditions ont été réalisées à Berlin en 1838 et 1847, cette dernière étant accompagnée des commentaires d'Élie Lévita.

Le travail de David Kimhi devient rapidement la référence en matière de philologie hébraïque, jusqu'à une époque récente, les travaux d'E. König (fin du XIXe siècle) ayant été écrit « en référence constante à Kimhi. » Il ne s'est trouvé parmi les auteurs médiévaux que quelques-uns, comme Joseph ibn Caspi, David ibn Yahya et Profiat Duran pour tenter de le contester, mais Elisha ben Abraham réfute leurs arguments dans son Maguen Dawid (Constantinople, 1517). L'influence du RaDaQ est également notable parmi les chrétiens, les Institutiones et le Thesaurus de Sante Pagnini sont, pour l'essentiel des élaborations sur le Mikhlol. Johannes Reuchlin et Sebastian Münster se sont également abondamment servis de ce livre. Jean Mercier a traduit nombre de ses ouvrages, avec scolies.

#### Autres
David Kimhi a par ailleurs écrit Ett Sofer, qui contient des règles pour écrire des rouleaux bibliques et traite également des notes massorétiques, des signes de vocalisation et de cantillation.

### Exégèse
David Kimhi est principalement connu aujourd'hui pour son commentaire sur les Livres prophétiques, inclus dans la plupart des Bibles rabbiniques. Cependant, il avait également rédigé des commentaires sur le Livre de la Genèse, le Livre des Psaumes et les Chroniques, et certains suggèrent que ses commentaires couvraient l'intégralité de la Bible. 
Dans l'introduction à son commentaire sur les Prophètes, il explique le devoir de commenter la Bible d'un point de vue religieux. Il s'intéresse à des considérations de fond, cherche à déterminer qui a écrit les Livres lorsqu'un auteur n'est pas mentionné, quelles sont les contextes historiques et géographiques correspondant à l'activité de tel ou tel prophète.
Dans son commentaire sur le Livre de la Genèse, il recherche les fondations éthiques aux récits, considérant qu'ils n'ont pas été inclus dans le Texte pour leur seule qualité historique, mais pour leur message moral. Il démontre une maitrise approfondie des anciens Targoumim, particulièrement de celui attribué à Jonathan ben Ouziel, le commentant et offrant des lectures alternatives.
Si, de façon générale, il adhère au sens simple (peshat) du Texte, et que son exégèse est basée, comme celle d'Abraham ibn Ezra, sur la grammaire hébraïque et la rationalité, il y introduit parfois des explications philosophiques, notamment dans ses commentaires sur les visions d'Ézéchiel et l'Acte de la Création ; il considère, à l'instar de Moïse Maïmonide, certains récits bibliques comme des visions allégoriques. Lorsqu'il ne comprend pas un texte particulier, il n'hésite pas, suivant l'exemple de Rachi, à écrire « je n'ai pas compris la raison pour laquelle cette histoire apparaît à cet endroit, » ou « je n'ai pu y trouver de raison appropriée. »  
Son commentaire sur les Psaumes comprend de nombreux passages polémiques contre le christianisme. Néanmoins, ses écrits seront particulièrement prisés non seulement par les Juifs, mais aussi par les chrétiens, qui oblitéreront toutefois les passages jugés offensants. De nombreuses traductions latines en ont été tirées, et son influence sur la traduction anglaise de la Bible est évidente à chaque page. Martin Luther considère David Kimhi comme le « dieu des rabbins » et comme le « meilleur » des commentateurs.

### Controverses religieuses
Les passages polémiques du commentaire de David Kimhi sur les Psaumes, expurgés des éditions ultérieures par les censeurs chrétiens, sont édités séparément, sous le titre de Teshouvot la-Notzerim. 
Sa disputation (Vikkoua'h) contre le christianisme a été incluse dans le Mil'hemet Hova (Constantinople, 1790).

### Autres
David Kimhi a écrit deux petits traités sur les noms de la prophétie (Biour Shemot HaNevou'a) et sur les treize principes de foi de Moïse Maïmonide (Biour Sheloshah Assar Ikkarim), ainsi qu'un commentaire sur les Pirke Avot.

## Source
Cet article contient des extraits de l'article « ḲIMḤI » par Richard Gottheil, Caspar Levias, Joseph Jacobs & S. Levy de la Jewish Encyclopedia de 1901–1906 dont le contenu se trouve dans le domaine public.